# آیتور بونوئل
آیتور بونوئل (اسپانیایی: Aitor Buñuel‎؛ زادهٔ ۱۰ فوریهٔ ۱۹۹۸) بازیکن فوتبال اهل اسپانیا است.
از باشگاه‌هایی که در آن بازی کرده‌است می‌توان به باشگاه فوتبال اوساسونا اشاره کرد.
وی همچنین در تیم‌های ملی فوتبال Spain U18 Spain U19 Spain U20 بازی کرده‌است.